# Taklīf
Taklīf (arabisch تكليف ‚Belastung, Auferlegung, Verpflichtung‘) ist ein Begriff der islamischen Theologie und Rechtstheorie, der den Akt der Belastung des Menschen mit Pflichten durch Gott bezeichnet. Er ist einer der wichtigsten Gegenstände des islamischen theologischen und rechtstheoretischen Denkens. Muʿtazilitische und imamitische Theologen haben in ihren Schriften vor allem über das Wesen, die verschiedenen Arten und den Sinn des Taklīf diskutiert. Daneben haben Theologen und Rechtstheoretiker der unterschiedlichen Lehrrichtungen erörtert, an welche Voraussetzungen eine Verpflichtung durch Gott gebunden ist. Die Rechtstheorie hat sich insbesondere mit dem Verhältnis zwischen dem Taklīf und den fünf Scharia-Kategorien befasst. Diejenige Person, die mit den Pflichten belastet ist, wird als Mukallaf bezeichnet. Bei den heutigen Zwölfer-Schiiten bezeichnet Taklīf außerdem eine Zeremonie, die abgehalten wird, wenn Mädchen neun Jahre alt werden und damit das Alter erreichen, ab dem sie den religiösen Pflichten unterworfen sind. 

## Wortherkunft und Wortfeld
Taklīf ist von dem arabischen Wort kulfa (‚Beschwerlichkeit, Mühe, Unannehmlichkeit‘) abgeleitet und bedeutet „die Auferlegung von etwas, das mit kulfa behaftet ist“ (ilzām mā fī-hi kulfa). Es ist das Verbalsubstantiv zu dem arabischen Verb kallafa, das auch an sechs Stellen im Koran vorkommt, an denen jeweils ausgesagt wird, dass Gott der Seele (d. h. dem Menschen) nur das auferlegt, das sie zu leisten vermag (Sure 2:286: lā yukallifu Llāhu nafsan illā wusʿa-hā; ähnlich Sure 2:233; 6:152; 7:42; 23:62 und 65:7). Das zugehörige passive Partizip mukallaf wird für das Individuum verwendet, das durch die Pflichten belastet ist, und bezeichnet in der rechtswissenschaftlichen Sprache auch die zurechnungsfähige Person. Das aktive Partizip mukallif bezeichnet den Belastenden, im theologischen Kontext üblicherweise Gott.
Der muʿtazilitische Theologe Abū Hāschim al-Dschubbā'ī (gest. 933) betonte, dass beim Taklīf die gebotene Handlung für denjenigen, dem sie geboten wurde, Beschwerlichkeit mit sich bringen müsse. Deshalb könne man auch Gott nicht dem Taklīf unterwerfen, weil für ihn nichts beschwerlich sei, und man könne den Begriff des Taklīf auch nicht verwenden, wenn man jemanden dazu auffordere, etwas Gutes zu essen, weil damit ebenfalls keine Beschwerlichkeit verbunden sei.

## Definitionen des Taklīf
In der islamischen Theologie wurden vier verschiedene Definitionen von Taklīf diskutiert:

### Taklīf als Gebieten und Verbieten
Sunnitische Theologen hoben beim Taklīf den Aspekt des Gebietens (amr) und Verbietens (nahy) hervor. Al-Bāqillānī (gest. 1013) definierte Taklīf als „Gebieten dessen, was Beschwerlichkeit enthält, und Verbieten dessen, auf das zu verzichten beschwerlich ist“ (al-amr bi-mā fī-hi kulfa wa-n-nahy ʿammā fī l-imtināʿ ʿan-hū kulfa). Al-Dschuwainī meinte, dass man diese beiden Punkte unter „Aufruf zu etwas, was beschwerlich ist“ (ad-duʿāʾ ilā mā fī-hi kulfa) zusammenfassen könne. Al-Māwardī (gest. 1058) wird mit der folgenden Taklīf-Definition zitiert: „Das Gebieten einer Gehorsamshandlung und das Verbieten einer Widersetzlichkeit“ (al-amr bi-ṭāʿa wa-n-nahy ʿan maʿṣīya).
ʿAbd al-Qāhir al-Baghdādī (gest. 1037) erklärt, dass Taklīf in der Scharia für Gebieten und Verbieten verwendet werde, weil derjenige, dem geboten wird, das Gebotene unter Aufwendung von Mühe ausführe, ohne dass ihn sein Instinkt (ṭabʿ) dazu veranlasse. Verpflichtende Wirkung habe der Taklīf allerdings nur dann, wenn das Gebieten und Verbieten von Gott komme. Jeder Umma obliege es, ihrem Propheten in seinem Gebieten und Verbieten zu gehorchen, weil die Propheten von Gott kommen. Die Pflicht zum Gehorsam gegenüber den Eltern leite sich ebenfalls daraus ab, dass Gott dies befohlen habe, nicht daraus, dass die Eltern dies verlangten. Der Taklīf könne direkt als Befehl oder Verbot vorgetragen werden, oder auch in Form einer Mitteilung (ḫabar). So habe die Mitteilung in Sure 2:228, „die Frauen, die verstoßen sind, warten ihrerseits drei Perioden ab“, die Bedeutung eines Befehls, und die Mitteilung in Sure 56:79, „nur Gereinigte berühren ihn (sc. den Koran)“, die Bedeutung eines Verbots.

### Taklīf als Ansprache
ʿAbd al-Qāhir al-Baghdādī meinte, man könne auch sagen, dass die Bedeutung von Taklīf die „Hinwendung zum Angesprochenen mit Gebot und Verbot“ (tawaǧǧuh al-ḫiṭāb bi-l-amr wa-n-nahy ʿalā l-muḫāṭab) sei. Diese Definition von Taklīf als „Ansprache, Appell“ (ḫiṭāb) hatte im sunnitischen Islam ebenfalls einige Anhänger. Al-Ghazālī (gest. 1111) erklärte, dass nach der sunnitischen Lehre der Taklīf eine Rede (kalām) sei, die einen Ausgangspunkt, nämlich den Belastenden (mukallif), und einen Endpunkt, nämlich den Belasteten (mukallaf), habe. Der Taklīf sei eine Art Ansprache (ḫiṭāb), an die sich etwas knüpfe, nämlich das Auferlegte (al-mukallaf bi-hī). Immer wenn der Angesprochene unterhalb des Ansprechenden stehe, werde die Rede Taklīf genannt. Der Hanbalit Ibn Qudāma al-Maqdisī (gest. 1223) definierte den Taklīf noch kürzer als „die Ansprache mit Gebot oder Verbot“ (al-ḫiṭāb bi-amr au nahy). Nadschm ad-Dīn at-Tūfī (gest. 1316), ebenfalls Hanbalit, definierte Taklīf enger als „Auferlegung dessen, was der Appell der Scharia erfordert“ (ilzām muqtaḍā ḫiṭāb aš-šarʿ).
Abū Ishāq asch-Schātibī (gest. 1388) gibt zu bedenken, dass Gott die Menschen bei der ersten Belastung mit Pflichten in der Weise angesprochen habe, dass er sie zunächst über die Wohltaten und guten Dinge in Kenntnis setzte, die er ihnen hatte angedeihen lassen.

### Taklīf als Wollen und Wissen-Lassen
Einen anderen Weg bei der Definition des Taklīf schlugen muʿtazilitische und imamitische Theologen ein. Der Muʿtazilit Abū Hāschim al-Dschubbā'ī (gest. 933) definierte Taklīf als „das Wollen einer Handlung, in der für den Verpflichteten Beschwerlichkeit und Mühe liegt“ (irādat fiʿl mā ʿalā l-mukallaf fī-hi kulfa wa-mašaqqa). Ähnlich definierte es der syrische Imamit Abū s-Salāh al-Halabī (gest. 1055): „Die Realität des Taklīf ist das Wollen einer Handlung, in der Mühe liegt, durch den Höheren von dem Niedrigeren in erster Instanz“ (irādat al-aʿlā min al-adnā mā fī-hi mašaqqa ʿalā ǧihat al-ibtidāʾ). Eine Erklärung für die Spezifierierung „in erster Instanz“ liefert der imamitische Gelehrte Muhammad at-Tūsī (gest. 1066). Er sagt: „Wenn einer von uns von einem anderen das Gebet oder Fasten wünscht, dann wird er nicht Mukallif genannt, weil ihm der Taklīf und das Wollen vorausgegangen ist.“
Die späteren Muʿtaziliten ergänzten den Aspekt des Wollens durch den Aspekt des Wissen-Lassens (iʿlām). ʿAbd al-Dschabbār ibn Ahmad (gest. 1024) lehrte, dass Taklīf aus Wissen-Lassen und Wollen bestehe. Sein Schüler Ibn Mattawaih (gest. 1076) äußerte, dass bei der früheren Definition Abū Hāschims die Vernunftdinge (ʿaqlīyāt) aus dem Taklīf herausfielen, weil bei ihnen der Befehl fehle. Besser wäre es deshalb, den Taklīf zu definieren als „Unterrichtung des Belasteten über eine beschwerliche Handlung und darüber, dass sie von ihm gewünscht wird“. Er gibt allerdings zu bedenken, dass Taklīf auch das einschließe, an das sich der Wille nicht binden könne, wie etwa den Verzicht auf die Rückforderung eines Darlehens sowie alle Unterlassungen. Am prägnantesten ist seiner Auffassung nach deshalb die folgende Definition für Taklīf: „Unterrichtung des Belasteten darüber, dass für ihn darin, dass er etwas mit Mühe tut oder nicht tut, Nutzen oder Schaden liegt, vorausgesetzt, dass dies nicht den Grad des Zwangs (ilǧāʾ) erreicht.“ Dieses Wissen-Lassen könne durch Erschaffung von Wissen erfolgen oder durch Erbringung des Beweises. Deshalb könne eigentlich auch niemand von den Menschen Mukallif sein, sondern immer nur Gott.
In eine ähnliche Richtung geht die Definition, die Mankdīm (gest. 1034), ein anderer Schüler von ʿAbd al-Dschabbār ibn Ahmad, vorschlug: „Wissen-Lassen eines anderen, dass er die Möglichkeit hat, unter Aufwendung von Mühe einen Nutzen oder die Abwendung von Schaden zu bewirken, unter der Maßgabe, dass dies nicht den Grad von Zwang erreicht.“ Dieses Wissen-Lassen erfolge entweder durch die Erschaffung des notwendigen Wissens oder durch Aufstellung der Beweise. In beiden Fällen könne es in gültiger Weise nur von Gott kommen. Insofern könne eigentlich nur Gott einen Taklīf bewirken. Wenn man das Wort dagegen bei einem Menschen anwende, geschehe das nur nach Art einer Bedeutungserweiterung und im übertragenen Sinn.

### Taklīf als Veranlassung
Der imamitische Gelehrte al-Muhaqqiq al-Hillī (gest. 1277) definierte Taklīf als „Veranlassung (baʿṯ) zu einer Handlung oder Unterlassung, die beschwerlich ist.“ Sein ebenfalls imamitischer Zeitgenosse Maitham al-Bahrānī (gest. 1282) erweiterte dies zu: „Die erstmalige Veranlassung einer zu Gehorsam verpflichteten Person zu einer mit Mühe verbundenen Handlung oder Unterlassung, unter der Bedingung, dass die Veranlassung willentlich erfolgt und der Veranlasste darüber in Kenntnis gesetzt wird.“ Erstmals müsse die Veranlassung deswegen sein, da es zum Beispiel nicht Taklīf genannt werden könne, wenn der Vater den Sohn zum rituellen Gebet veranlasse, weil in diesem Fall die Veranlassung Gottes seiner Veranlassung vorausgehe. Man könne dann die Veranlassung durch den Vater nur im übertragenen Sinn Taklīf nennen.

## Die verschiedenen Arten des Taklīf

### Die Aufgliederung des Taklīf nach Abū s-Salāh al-Halabī
Muʿtazilitische und imamitische Theologen unterschieden zwischen verschiedenen Arten des Taklīf. Eine der frühesten und komplexesten Taklīf-Typologien entwickelte der syrische Imamit Abū s-Salāh al-Halabī (gest. 1055). Er unterschied auf höchster Ebene zwischen unmittelbar ersichtlichem (ḍarūrī) und erworbenem (muktasab) Taklīf. Bei dem erworbenen Taklīf unterschied er noch einmal zwischen vernunftbasiertem (ʿaqlī) und hörbasiertem (samʿī) Taklīf. Unterhalb dieser Ebene gliedert sich der Taklīf weiter in verschiedene Notwendigkeitsgrade und Handlungsinhalte auf, wobei al-Halabī für jeden Taklīf-Typ angibt, worauf er sich gründet. Den unmittelbar ersichtlichen Taklīf untergliedert in „obligatorisch“ (wāǧib) und „empfohlen“ (nadb). Hier eine Visualisierung seiner Taklīf-Typologie in Form einer Tabelle:
| Die verschiedenen Arten des Taklīf nach Abū s-Salāh al-Halabī                                                               | Die verschiedenen Arten des Taklīf nach Abū s-Salāh al-Halabī                                                               | Die verschiedenen Arten des Taklīf nach Abū s-Salāh al-Halabī                                                | Die verschiedenen Arten des Taklīf nach Abū s-Salāh al-Halabī                                          | Die verschiedenen Arten des Taklīf nach Abū s-Salāh al-Halabī | Die verschiedenen Arten des Taklīf nach Abū s-Salāh al-Halabī                                                                | Die verschiedenen Arten des Taklīf nach Abū s-Salāh al-Halabī                                                                | Die verschiedenen Arten des Taklīf nach Abū s-Salāh al-Halabī                                                                |
| Unmittelbar ersichtlich (ḍarūrī)                                                                                            | Unmittelbar ersichtlich (ḍarūrī)                                                                                            | Unmittelbar ersichtlich (ḍarūrī)                                                                             | Unmittelbar ersichtlich (ḍarūrī)                                                                       | Angeeignet (muktasab) | Angeeignet (muktasab) | Angeeignet (muktasab) | Angeeignet (muktasab) |
| --- | --- | --- | --- | --- | --- | --- | --- |
| Obligatorisch (wāǧib) | Obligatorisch (wāǧib) | Empfohlen (nadb)                                                                                             | Empfohlen (nadb)                                                                                       | Vernunftbasiert (ʿaqlī) | Hörbasiert (samʿī) | Hörbasiert (samʿī) | Hörbasiert (samʿī) |
| Handlungen | Unterlassungen | Handlungen                                                                                                   | Unterlassungen                                                                                         | Wissen um die Erschaffung der Welt, Bekräftigung ihres Schöpfers und seiner Attribute und Handlungen                                                                  | Wissen, das auf das Buch, den Konsens, und die von den Aufrichtigen überlieferte Sunna gegründet ist, und das Handeln danach | Wissen, das auf das Buch, den Konsens, und die von den Aufrichtigen überlieferte Sunna gegründet ist, und das Handeln danach | Wissen, das auf das Buch, den Konsens, und die von den Aufrichtigen überlieferte Sunna gegründet ist, und das Handeln danach |
| Gerechtigkeit (ʿadl), Wahrhaftigkeit (ṣidq), Dankbarkeit (šukr an-niʿma) u. Ä.                                              | Ungerechtigkeit (ẓulm), Lüge (kiḏb), Auflastung von Unerfüllbarem u. Ä.                                                     | Wohltätigkeit (iḥsān), Milde (ḥilm), Freigebigkeit (ǧūd), Großmut (qubūl al-iʿtiḏār), Vergebung (ʿafw) u. Ä. | Gegenteil des unter „Handlungen“ genannten Verhaltens                                                  | Wissen um die Erschaffung der Welt, Bekräftigung ihres Schöpfers und seiner Attribute und Handlungen                                                                  | Handlungen | Handlungen | Unterlassungen |
| Gerechtigkeit (ʿadl), Wahrhaftigkeit (ṣidq), Dankbarkeit (šukr an-niʿma) u. Ä.                                              | Ungerechtigkeit (ẓulm), Lüge (kiḏb), Auflastung von Unerfüllbarem u. Ä.                                                     | Wohltätigkeit (iḥsān), Milde (ḥilm), Freigebigkeit (ǧūd), Großmut (qubūl al-iʿtiḏār), Vergebung (ʿafw) u. Ä. | Gegenteil des unter „Handlungen“ genannten Verhaltens                                                  | Wissen um die Erschaffung der Welt, Bekräftigung ihres Schöpfers und seiner Attribute und Handlungen                                                                  | Als Fard auferlegt (mafrūḍ)                                                                                                  | Als Sunna auferlegt (masnūn)                                                                                                 | Zinā, Ribā, Alkoholgenuss und andere von der Scharia missbilligte Handlungen                                                 |
| Begründung durch a-priori-Urteil: Wer Gerechtigkeit, Wahrhaftigkeit usw. kennt, weiß von vornherein, dass sie Pflicht sind. | Begründung durch a-priori-Urteil: Wer Gerechtigkeit, Wahrhaftigkeit usw. kennt, weiß von vornherein, dass sie Pflicht sind. | Begründung durch a-priori-Urteil: Wer diese Dinge kennt, weiß von vornherein, dass sie empfohlen sind.       | Begründung durch a-priori-Urteil: Wer diese Dinge kennt, weiß von vornherein, dass sie empfohlen sind. | Begründung: Pflicht ist 1. Voraussetzung für das Wissen um Belohnung und Bestrafung, das Gunst beim notwendigen Taklīf ist, und 2. Voraussetzung für die Dankbarkeit. | Begründung: Ausführung der vernunftbasierten Pflicht ist löblich, Unterlassung schimpflich.                                  | Begründung: Ausführung der vernunftbasierten Empfehlung ist löblich, Unterlassung nicht schimpflich.                         | Begründung: Ausführung ist nach der Vernunft schimpflich und Unterlassung der Schimpflichkeit Pflicht.                       |

### Unmittelbar ersichtlicher und angeeigneter Taklīf
Was al-Halabī mit der Unterscheidung zwischen unmittelbar ersichtlichem und angeeignetem Taklīf meint, ergibt sich aus seinen Erklärungen zur Begründung der Handlungen und Unterlassungen, die nach seiner Lehre notwendigerweise obligatorisch bzw. empfohlen sind: wer sie kenne, wisse von vornherein, dass sie Pflicht bzw. empfohlen seien. Unmittelbar ersichtlicher Taklīf ist also ein Taklīf, der sich auf ein a-priori-Urteil stützt. Zu den obligatorischen Pflichten des unmittelbar ersichtlichem Taklīf gehören Tugenden wie Wahrhaftigkeit und Gerechtigkeit. Das diesseitige Wohlergehen hat nach al-Halabīs Auffassung jedoch keinen Bezug zum Taklīf. Der unmittelbar ersichtliche Taklīf bedarf weder der Vernunft, noch des Hörens. Mit dem Hören ist das Hören der Lehren gemeint, die sich aus Koran, Konsen und überlieferter Sunna, d. h. den Hadithen ergeben. Für den unmittelbar ersichtlichem Taklīf ist es dagegen nicht einmal notwendig, dass der Belastete vom Belastenden, also von Gott, weiß. Der obligatorische Charakter des Wissens um Gott ist vielmehr von dem unmittelbar ersichtlichen Taklīf, insbesondere von der Pflicht zur Dankbarkeit, abhängig.
Die Unterscheidung zwischen unmittelbare ersichtlichem und angeeignetem Taklīf findet sich später auch bei dem imamitischen Theologen al-Muhaqqiq al-Hillī, allerdings betrachtet dieser die beiden Typen im Gegensatz zu al-Halabī als Unterkategorien des vernunftbasierten Taklīf. Bei dem angeeigneten Taklīf, der bei ihm als Taklīf kasbī bezeichnet wird, stellt er klar, dass es sich um einen Taklīf handelt, der über Spekulation (naẓar) erworben ist. Zum unmittelbar ersichtlichen Taklīf gehört nach al-Muhaqqiq al-Hillī das Wissen um die Verpflichtung zur Rückgabe des Depositums und die Rückzahlung von Schulden, zu dem über Spekulation angeeigneten Taklīf gehören das Wissen um die Schimpflichkeit der Zwecklüge (al-kiḏb an-nāfiʿ) und die Löblichkeit der schädlichen Aufrichtigkeit (aṣ-ṣidq aḍ-ḍārr) sowie die Reflexion über die göttlichen Erkenntnisse.

### Vernunftbasierter und hörbasierter Taklīf
Der vernunftbasierte Taklīf besteht für Abū s-Salāh al-Halabī aus dem Wissen um die Erschaffung der Welt sowie aus der Bekräftigung ihres Schöpfers und seiner Attribute und Handlungen, der hörbasierte Taklīf aus Handlungs- und Unterlassungspfichten, wobei die Handlungspflichten von ihm noch einmal nach ihrem Notwendigkeitsgrad in Fard- und Sunna-Pflichten unterteilt werden. Etwas anders beschreibt ʿAbd al-Dschabbār ibn Ahmad den hörbasierten Taklīf. Zu ihm gehören vor allem die verschiedenen Arten des Gebietens des Rechten und Verbietens des Verwerflichen. Dieses Gebieten des Rechten verzweigt sich bei ihm wiederum in verschiedene Unterkategorien, wozu auch die Rede über das Imamat gehört, sowie die Scharia-Regeln mit den Rechtsgeschäften (ʿuqūd) und den gottesdienstlichen Handlungen. Da man die Scharia-Regeln nur durch den Koran, die Sunna und die ihnen folgenden Scharia-Beweise erschließen könne, müsse der Mukallaf, also der von Gott verpflichtete Mensch, diese Grundlagen kennen, damit die Kenntnis der ihm auferlegten Pflichten zu ihm gelange. Wichtigstes Mittel dafür seien die Usūl al-fiqh, weil sie von der Rangordnung der Scharia-Beweise handelten. Das Taklīf-Konzept wird somit auch wichtig zur rationalen Legitimation der Disziplin der Usūl al-fiqh. Der imamitische Gelehrte al-ʿAllāma al-Hillī (gest. 1325) erklärt, dass die Kenntnis des Taklīf obligatorisch sei, weil sonst eine Auferlegung des Unerfüllbaren (taklīf mā lā yuṭāq) einträte. Das, ohne das etwas Obligatorisches nicht erbracht werden könne, werde selbst obligatorisch. So sei der Erwerb dieses Wissens obligatorisch.
Der scharia-basierte (šarʿī) Taklīf war nach der Theorie ʿAbd al-Dschabbārs ein Teil des hörbasierten Taklīfs. Al-Muhaqqiq al-Hillī vertrat die Auffassung, dass die scharia-basierten Taklīf-Belastungen den vernunftbasierten im Wissen nachgeordnet seien, weil die Scharia sich aus der Vernunft ergebe. Nach der Darstellung des imamitischen Gelehrten asch-Schaich al-Mufīd (gest. 1022) gab es über die Möglichkeit eines rein vernunftbasierten Taklīf eine Auseinandersetzung zwischen den verschiedenen theologischen Schulen im Islam. Imamiten und Ashāb al-hadīth waren der Auffassung, dass der Taklīf den Menschen nur durch einen Gesandten auferlegt werden kann. Muʿtaziliten, Charidschiten und Zaiditen sollen dagegen behauptet haben, dass die Intellekte der Menschen unabhängig vom Hören und der Bekanntmachung arbeiten.

### Unterschiede im Inhalt
Abū s-Salāh al-Halabī unterscheidet erst auf nachgeordneter Ebene den Taklīf nach den Inhalten, auf die er sich bezieht. Seine beiden wichtigsten Kategorien sind dabei Handlungen (afʿāl) und Unterlassungen (turūk). Al-Malāhimī (gest. 1144) und al-Muhaqqiq al-Hillī, die ebenfalls Typologien des Taklīf entwarfen, unterschieden bei den Handlungen noch einmal zwischen Handlungen der Gliedmaßen (afʿāl al-ǧawāriḥ) und Handlungen der Herzen (afʿāl al-qulūb). Al-Malāhimī erklärt, dass zu den Handlungen der Gliedmaßen auch die Rede gehört, während zu den Handlungen der Herzen die Überlegung, das Wissen, Vermuten, Wollen, die Abneigung und die Reue gehörten. Bei den Handlungen der Gliedmaßen benötige der Mensch drei Arten von Wissen: 1. das Wissen über die Form der Handlung; 2. das Wissen über den Verpflichtungsgrad der Handlung; und 3. das Wissen über denjenen, dem er mit diesen Handlungen gehorcht und den er mit ihnen verehrt, nämlich Gott.
Al-Bahrānī unterschied dagegen beim Taklīf zwischen Bekenntnis (iʿtiqād) und Werk (ʿamal). Beim Bekenntnis könne man wiederum unterscheiden zwischen Annahme (ẓann) und Wissen (ʿilm). Eine ähnliche Einteilung nahm al-ʿAllāma al-Hillī vor: Nach ihm kann der Taklīf auf Wissen, Annahme und Werk bezogen sein.
Grundsätzlich neigten die späteren imamitischen Theologen dazu, den Taklīf systematisch zunächst nach inhaltlichen Unterschieden zu ordnen und erst auf nachgeordneter Ebene zwischen vernunft- und hörbasiert zu unterscheiden. So erklärt al-Bahrānī, dass man beim Werk zwischen dem vernunftbasierten und dem überlieferungsbasierten Werk unterscheiden könne. Beispiele für ersteres seien obligatorische Dinge wie die Rückgabe des Depositums, der Dank an den Wohltäter, die Aufrichtigkeit, die Ausgewogenheit, das Unterlassen von Unrecht und Lüge, und empfohlene Dinge wie die Güte und der gute Lebenswandel. Beispiele für das überlieferungsbasierte Werk seien religionsgesetzliche Handlungen wie die fünf gottesdienstlichen Handlungen, deren obligatorischen oder empfohlenen Charakter die Vernunft nicht selbständig erkennen könne.
Nach al-ʿAllāma al-Hillī, der beim Taklīf zwischen Wissen (ʿilm), Vermutung (Vermutung) und Werk (ʿamal) unterschied, lassen sich diese drei Arten je nach Begründung noch einmal untergliedern. Bei dem wissensbezogenen Taklīf gebe es:
1. denjenigen, der rein durch Vernunft begründet ist, wie die Belastung mit dem, was nicht durch Hören vermittelt wird, wie die Bekräftigung des Schöpfers,
2. denjenigen, der rein durch Hören begründet ist, wie das Wissen um den obligatorischen Charakter von Pflichten, die Schimpflichkeit der hörbegründet schimpflichen Dinge, die Empfohlenheit der hörbegründet empfohlenen Dinge, die Verpöntheit der hörbegründet verpönten Dinge, und die Erlaubtheit der hörbegründet erlaubten Dinge, und
3. denjenigen, der sowohl durch Vernunft als auch durch Hören begründet ist, wie das Wissen um die Einheit Gottes.

Bei der Vermutung gebe es diejenige, die rein durch Hören begründet ist, wie die Vermutung der Gebetsrichtung im Zweifel, und bei dem Werk das vernunftbegründete, wie die Rückgabe des Depositums, und das durch Hören begründete, wie das rituelle Gebet.

## Die muʿtazilitische Lehre von der Löblichkeit des Taklīf
Eine Frage, mit der sich vor allem die Muʿtaziliten und die muʿtazilitischen Imamiten befassten, war die Löblichkeit oder Gutheit des Taklīf (ḥusn at-taklīf). Mankdīm meinte, dass man sie folgendermaßen beweisen könne: „Der Taklīf geht von seiten Gottes aus. Es steht fest, dass Er gerecht und weise ist und nichts Schimpfliches wählt oder macht. So muss er (sc. der Taklīf) löblich sein. Denn wäre er schimpflich, so hätte ihn nicht Gott gemacht.“ Noch einfacher argumentierte al-Muhaqqiq al-Hillī. Seiner Auffassung war die Löblichkeit des Taklīf dadurch bewiesen, dass er eine Handlung Gottes ist, denn die Handlung Gottes sei stets löblich, und so müsse auch der Taklīf löblich sein. Auf die gleiche Weise argumentierte der zwei Generationen jüngere al-ʿAllāma al-Hillī: „Wir lehren, dass der Taklīf gut ist, weil Gott ihn gemacht hat und Gott nichts Schlechtes tut.“

### Der Taklīf als Möglichkeit der Bewährung für den Menschen
Neben diesen zirkulären Begründungen für die Löblichkeit des Taklīf gab es andere, die die Löblichkeit des Taklīf mit einem ihm innewohnenden Zweck begründeten. So lehrte Nasīr ad-Dīn at-Tūsī (gest. 1274): „Der Taklīf ist gut, weil er einen Nutzen enthält, der ohne ihn nicht eintritt.“ Mankdīm erklärte: „Wenn Gott uns erschafft, uns Leben und Handlungsfähigkeit verleiht, unseren Verstand vollkommen macht, und in uns Begierde nach dem Schlechten und Abscheu vor dem Guten erschafft, dann muss er dabei ein Ziel (ġaraḍ) haben.“ Gottes Ziel könnte theoretisch die Verführung des Menschen zum Schimpflichen sein. Dem stehe aber entgegen, dass die Verführung zum Schimpflichen schimpflich sei und von Gott feststeh, dass er nichts Schimpfliches tue. Deshalb könne sein Ziel beim Taklīf nur sein, dass er die Menschen mit dem Taklīf auf eine Stufe bring, die ohne ihn nicht erreicht werden könne. Hierzu erklärt al-Hillī: „Über diesen Grundsatz besteht zwischen Muʿtaziliten Einigkeit, im Gegensatz zu den Mudschbiriten, denn diese lehnen den Zweck in den Handlungen Gottes ab und haben sie zu Unsinns- und Zufallshandlungen gemacht.“ Mit den Mudschbiriten meinte er wahrscheinlich die Aschʿariten, denn von ihnen ist bekannt, dass sie es ablehnten, die Frage nach dem Sinn des Taklīf zu beantworten, aufgrund ihres Prinzips, dass bei göttlichen Handlungen nicht nach Motiven (ʿilal) zu suchen ist.

#### „Jenseitiger Lohn muss verdient werden“
Die Stufe, auf die der Mensch durch den Taklīf gebracht werden soll, ist der jenseitige Lohn (ṯawāb). Dieser, so erklärt Mankdīm, sei ein gewaltiger Nutzen, der als Ehrenbezeigung (taʿẓīm) verdient werde. Deshalb könne man nicht mit ihm beginnen. Mankdīm gibt zu bedenken, dass es ja auch nicht gut wäre, wenn man einen Fremden in der gleichen Weise ehrte, wie man seinen Vater ehrt, oder wenn man seinen Vater ehrte, so wie man den Propheten ehrt, weil dies unverdientermaßen geschähe. Al-Malāhimī bringt noch andere Beispiele: „Der jenseitige Lohn enthält eine gewaltige Ehrenbezeigung, mit der unverdient anzufangen nicht gut ist. Siehst Du nicht, dass es nicht gut für uns ist, wenn wir die Jungen und Knaben ehren, so wie wir die Gelehrten ehren, und die Fremden so wie die Väter? Richtig ist, dass man sich dies verdienen muss. Und dies geht nur über den Taklīf.“
Al-Muhaqqiq al-Hillī zitiert die Muʿtaziliten mit der folgenden Aussage über den Taklīf: „Er ist die Unterbreitung dessen, mit dem anzufangen nicht löblich wäre und zu dem man nur durch den Taklīf gelangen kann, nämlich des jenseitigen Lohns. Der jenseitige Lohn ist der verdiente, beständige Nutzen, der mit Ehrenbezeigung (taʿẓīm) und Ehrerbietung (tabǧīl) verbunden ist.“ Dass es nicht löblich wäre, wenn Gott mit der Belohnung anfinge, begründet er mit den folgenden Worten: „Wir wissen ja, wie schimpflich es ist, wenn jemandem Ehre bezeigt wird, von dem keine Handlung bekannt ist, die Ehrenbezeigung verdient. Und für schimpflich halten wir auch die Ehrenbezeigung für jemanden, der zum Islam konvertiert, aber dann nichts von den Hauptpflichten des Islams ausführt, so wie wir umgekehrt den Frommen und Gelehrten Ehre bezeigen, die viel von ihrer Zeit mit gottesdienstlichen Handlungen verbracht haben. Wenn es aber nun zulässig wäre, mit so etwas anzufangen, dann wäre die Einebnung des Unterschieds zwischen ihnen statthaft.“
Bei al-Bahrānī wird dieser Gedanke noch stärker ausgeführt. Er erklärt: „Als Gott die Menschen erschuf und sie auf Belohnung und Bestrafung vorbereitete, richtete er die beiden so ein, dass sie ihnen nur nach vorausgegangener Auferlegung des Gehorsams zukommen können, damit die Belohnung Ehrenbezeigung und Erhöhung einschließt und die Bestrafung Demütigung und Erniedrigung.“
Einige Fragen blieben bei diesem Taklīf-Modell allerdings unklar. So stritten Abū ʿAlī al-Dschubbā'ī und sein Sohn Abū Hāschim al-Dschubbā'ī zum Beispiel über die Frage, ob es recht ist, wenn Gott das sexuellen Verlangen eines Menschen vergrößere, wenn er wisse, dass er dadurch ungehorsam gegenüber Gott werde. Während Abū ʿAlī eine solche Vergrößerung des sexuellen Verlangens für unrecht hielt, weil in ihr die Ursache für den Ungehorsam lag, widersprach ihm Abū Hāschim mit dem Argument, dass das größere Verlangen eine größere Beschwerlichkeit und dadurch auch größeren Lohn mit sich brächte.

#### Der Taklīf als Unterbreitung eines Angebots
Muʿtaziliten und Imamiten dachten sich den Taklīf als ein Angebot, das dem Menschen unterbreitet wird und von ihm angenommen oder auch ausgeschlagen werden kann. ʿAbd al-Dschabbār ibn Ahmad lehrte, dass die Weisheit beim Taklīf darin bestehe, dass er den Belasteten einem Rang (manzila) aussetze, der in seinen Vorteilen von nichts übertroffen werde, nämlich dem Rang des beständigen jenseitigen Lohns (manzilat aṯ-ṯawāb ad-dāʾim). Der Imamit Ibrāhīm an-Naubachtī (13. Jh.) sah in der „Unterbreitung eines großen Gewinns (taʿrīḍ li-nafʿ ʿaẓīm), zu dem man nur durch ihn gelangen kann“, den eigentlichen Zweck des Taklīf.
Schlüsselbegriff bei dieser Taklīf-Theorie war taʿrīḍ (‚Unterbreitung, Aussetzung‘). Muhammad at-Tūsī erklärt diesen Begriff, wie folgt: „Er bedeutet die Hinwendung des Ausgesetzten in der Weise, dass er zu dem gelangen kann, dem er ausgesetzt wurde, wobei der Unterbreitende die Handlung wünscht, der er ausgesetzt wurde.“ Hierzu erklärt er weiter: „Siehst Du nicht, dass der Mensch in Wirklichkeit jemand ist, der seinen Sohn dem Wissen aussetzt, wenn er ihm ermöglicht zu lernen, seine Schwäche darin entfernt und von ihm das Lernen wünscht. Und wenn er dies nicht möchte oder nicht seine Schwäche entfernt, dann ist er ihm gegenüber kein Unterbreitender.“ Ähnlich vergleicht al-Malāhimī diese Aussetzung mit der Erziehung: „Das Aussetzen ist deswegen gut, denn die Vernünften halten es für gut, die Kinder dem Studium und den Gewinngeschäften (arbāḥ) auszusetzen und sie begründen die Löblichkeit dessen, wie wir es getan haben, damit, dass es nur durch Aussetzung erreicht werden kann.“ Auch der Taklīf selbst wurde mit der Erziehung verglichen. Es verhalte sich mit ihm so, so erklärt ʿAbd al-Dschabbār, wie wenn der Vater seinem Sohn eine Ausbildung auferlege, damit er einen Rang erreiche, der ohne diese Ausbildung üblicherweise nicht erreicht werden könne, selbst wenn beide sich nicht sicher seien, dass der Sohn diesen Rang auch wirklich erreichen könnte.
Den Einwand, dass es sich mit dem Taklīf so verhalte, wie wenn jemand einen anderen ins Meer werfe und dann dazu verpflichte, aus ihm herauszusteigen, um ihn zu belohnen, will al-Malāhimī nicht gelten lassen, weil das Hineinwerfen die Zufügung eines großen Schadens sei, während der Taklīf eine Aufforderung zu vornehmem Handeln (makārim al-aḫlāq) sei, mit dem man sich Lob und Ehrenbezeigung verdienen könne. Wenn der Mensch dem göttlichen Lohn ausgesetzt werde, sei dies ein Weg zu Gewinn, Gedeihen und einem erhabenen Rang, wofür er vornehmes Handeln verlange.

### Das Problem des Taklīf des Ungläubigen
Aus der Lehre, dass das Ziel des Taklīf die Erreichung der jenseitigen Belohnung sei, konnte die gefährliche Schlussfolgerung gezogen werden, dass bei demjenigen, von dem Gott weiß, dass er die jenseitige Belohnung nicht erreicht, der Taklīf schlecht sein müsse. Um dieser Schlussfolgerung vorzubauen, erklärt Mankdīm, dass nach muʿtazilitischer Lehre Ziel des Taklīf nicht die Erreichung der jenseitigen Belohnung sei, sondern die Hinwendung des Verpflichteten zu einem Rang, der ohne Taklīf nicht erreicht werden könne. Das schließe dann auch denjenigen ein, von dem bekannt sei, dass er ungläubig werde. Mankdīm erklärt, dass aufgrund des Unwissens darüber, warum ein solcher Taklīf gut ist, viele Menschen in die Irre gegangen seien und sich einige Häretiker sogar zur Leugnung des Schöpfers verstiegen hätten, indem sie sagten: „Wenn es hier einen weisen Schöpfer gäbe, dann könnte von ihm ein solcher Taklīf nicht ausgehen.“ Die Mudschbiriten, so Mankdīm, hätten aus diesem Problem das wichtigste Argument gemacht, um Gott Schlechtigkeiten zuzuschreiben und diese dann für gut zu erklären. Mit den Mudschbiriten meinte Mankdīm wahrscheinlich die Aschʿariten, denn diese hielten den Taklīf bei demjenigen Menschen, von dem Gott im Voraus weiß, dass er widersetzlich wird, nicht für löblich, weil er dadurch der Strafe ausgesetzt wird.
Der Unterschied zwischen der muʿtazilitischen und der aschʿaritischen Position zu dieser Frage geht besonders gut aus einer Anekdote hervor, die von Ibn Challikān (gest. 1282) überliefert wird. Das beschriebene Geschehen bildete demnach den Auslöser dafür, dass sich Abū l-Hasan al-Aschʿarī von seinem Lehrer al-Dschubbā'ī abwandte. In etwas abweichender Form wird die Anekdote auch durch al-ʿAllāma al-Hillī überliefert. Nach der Version Ibn Challikāns wollte al-Aschʿarī wissen, wie das jenseitige Schicksal dreier Brüder aussieht, von denen der eine als Gläubiger, der zweite als Ungläubiger und der dritte als Kind starb. Al-Dschubbā'ī antwortete darauf: „Der tugendhafte Bruder hat eine hohe Stellung im Paradies, der Ungläubige ist in den Tiefen der Hölle, und das Kind ist unter denjenigen, die Rettung erlangt haben.“ Al-Aschʿarī oder einer seiner Anhänger trieb nun den Muʿtaziliten in die Enge, indem er sagte: „Wenn nun das Kind Gott fragt, warum er ihn nicht belastet habe, so dass er die Belohnung des Gläubigen erlangen könnte.“ Al-Dschubbā'ī versuchte daraufhin, seinen frühen Tod damit zu erklären, dass Gott wusste, dass er im Falle des Weiterlebens sündig geworden wäre. Hierauf erwiderte al-Aschʿarī, dass in diesem Fall auch der Bruder, der zum Ungläubigen geworden war, Anrecht auf einen frühen Tod gehabt hätte. Al-Dschubbā'ī konnte darauf nicht antworten.
Mankdīm meinte, dass man auf derlei Einwände in zweifacher Weise antworten könne. Um die Zweifel der Laien aus der eigenen Anhängerschaft zu zerstreuen, könne man einfach sagen, dass der Taklīf von Gott ausgehe und deshalb auf jeden Fall gut sein müsse, weil Gott nichts Schlechtes tue. Daneben könne man aber auch etwas weiter ausholen und argumentieren, dass das Gute am Taklīf sei, dass Gott den Menschen dazu befähige und ermutige, das zu tun, was er ihm auferlege. Das gelte genauso für den Ungläubigen wie für den Gläubigen. Der einzige Unterschied zwischen den beiden bestehe darin, dass der Gläubige aufgrund seiner Vernunft richtig wähle und den Glauben annehme, während der Ungläubige dies nicht tue. Gottes Handeln beim Taklīf sei mit einem Menschen vergleichbar, der sein Seil zu zwei Ertrinkenden hinablasse, damit diese sich daran klammern können. Während der eine von ihnen das tue und errettet werde, tue es der andere nicht und gehe deswegen zugrunde. So wie der Mann mit dem Seil beiden Ertrinkenden Gunst erwiesen habe und man nicht sagen könne, dass er nur demjenigen Gutes getan habe, der das Seil annahm, so sei es auch mit Gott und dem Taklīf des Gläubigen und des Ungläubigen.
Mankdīm gesteht zwar ein, dass der Ungläubige durch den Taklīf Schaden erleide, doch meint er, dass Gott ihm gegenüber durch den Taklīf trotzdem ein Wohltäter bleibe. Es verhalte sich nämlich mit ihm wie mit jemandem, der einen Anderen mit Geld beschenke, wobei dann dieser Andere das Geld verliere. So wie der Schenkende durch den Verlust des Geldes nicht seinen Status als Wohltäter verliere, sei es auch mit Gott und dem Ungläubigen. Später wurden noch andere Beispiele zur Veranschaulichung für die Löblichkeit der Verpflichtung des Ungläubigen herangezogen. An-Naubachtī wird mit den Worten zitiert: „Auch die Verpflichtung dessen, von dem man weiß, dass er ungläubig ist, ist gut wegen der Unterbreitung. Der Unglaube kommt nämlich von ihm selbst, nicht von dem Urewigen. Aus demselben Grund ist es gut, wenn wir jemanden zum Essen einladen, von dem wir wissen, dass er verhindert ist, oder jemanden zur Religion einladen, von dem wir wissen, dass er sie ablehnt.“
Mankdīm berichtet noch von einem Dissens unter den Muʿtaziliten über den Grund dafür, dass der des Taklīf desjenigen, von dem bekannt ist, dass er ungläubig wird, gut ist. Während nach der Auffassung seiner eigenen Schule dieser Taklīf deswegen gut ist, weil Gott ihm damit eine Stufe anbiete, die er ohne Taklīf nicht erreichen könne, nämlich die jenseitige Belohnung, vertrat Abū l-Qāsim al-Balchī (gest. 931) die utilitaristische Auffassung, dass sein Taklīf nur deswegen gut sei, weil er nützlicher (aṣlaḥ) sei. Er sagte: „Es ist von Gott gut, Zaid zu belasten, wenn er weiß, dass durch seine Belastung eine Gruppe von Menschen glaubt, auch wenn aus seinem Zustand erkannt werden kann, dass er nicht glaubt, denn maßgeblich ist die Menge der Menschen (kaṯrat an-nās).“ Die Bagdader Muʿtaziliten waren der Auffassung, dass es für die Löblichkeit der Verpflichtung des Ungläubigen ausreiche, wenn nur ein einziger anderer Mensch dadurch zum Glauben finde. Al-Hillī zitiert sie mit der Aussage: „In der Verpflichtung des Ungläubigen liegt das Wohl des Gläubigen.“ Mankdīm lehnte solche Begründungen mit dem Argument ab, dass die Belastung des einen zum Nutzen eines anderen Unrecht (ẓulm) sei. Denn wenn man Unrecht anders definierte, gäbe es gar kein Unrecht in der Welt, denn es gebe ja bei jeder Sache einen Bedrücker und seine Familie, die daraus Nutzen zögen. Al-Hillī dagegen hält diesen Einwand, dass der Nutzen des einen nicht im Schaden des anderen liegen könne, für unbegründet und argumentiert, dass die Belastung des Ungläubigen kein Schaden für ihn sei, insofern als die Belastung schon vor seinem Ungehorsam erfolgt sei und mithin in seiner Belastung kein Unsinn liege.

### Ist Gott zum Taklīf verpflichtet?
Die Imamiten Abū s-Salāh al-Halabī und al-Bahrānī vertraten sogar die Auffassung, dass der Taklīf für Gott obligatorisch sei. Das begründeten sie damit, dass Gott in dem Falle, dass er denjenigen, bei dem die Voraussetzungen für den Taklīf vorliegen, nicht belastete, diesen zum Unrechten verführen würde. Wenn Gott dies täte, würde er selbst unrecht handeln, doch sei es undenkbar, dass von ihm Unrechtes ausgehe.
Wie al-Ghazālī berichtet, meinten die Muʿtaziliten allgemein, dass Gott nach Erschaffung der Menschen verpflichtet sei, sie zu belasten. Demgegenüber erklärt al-Ghazālī, dass Gott auch die Möglichkeit habe, die Menschen nicht zu belasten, und von daher nicht zum Taklīf verpflichtet sei. Nach dem Verständnis seiner Schule sei nur dasjenige obligatorisch (wāǧib), das bei Unterlassung demjenigen, der es unterlässt, über kurz oder lang Schaden zufüge. Bei Gott sei jedoch eine Schädigung undenkbar. Auf den Einwand, dass der Taklīf nicht wegen des Nutzens für ihn selbst, sondern wegen des Nutzens für die Menschen für Gott verpflichtend sei, antwortet al-Ghazālī, dass viele Menschen sich wünschten, wie leblose Dinge oder Tiere dem Taklīf nicht unterworfen zu sein. Da Gott selbst aus dem Taklīf kein Nutzen erwachse, sei er auch nicht dazu verpflichtet. Im Übrigen könne Gott den Lohn den Menschen auch ohne Taklīf zukommen lassen. Wenn man sage, dass der durch Taklīf verdiente Lohn genüsslicher und erhabener sei als der von geschenkte, so sei das eine Anmaßung gegenüber Gott und eine Erhebung gegenüber seinem Geschenk. Gott sei es ja selbst, der letztendlich den Menschen dazu befähige, die Pflichten zu erfüllen und damit auch den jenseitigen Lohn zu erlangen.

## Voraussetzungen für das Eintreten des Taklīf
Ein weiteres Thema, das sowohl in der islamischen Theologie als auch in der islamischen Rechtstheorie behandelt wurde, sind die Voraussetzungen, unter denen ein Taklīf eintreten kann. Am meisten wurden dabei die Voraussetzungen diskutiert, die den Mukallaf, also die belastete Person, betreffen, einzelne Voraussetzungen betreffen aber auch die Handlung, die dem Mukallaf auferlegt wird.

### Leben
Nach der herrschenden Meinung endet der Taklīf mit dem Tod. Erste Voraussetzung für das Eintreten des Taklīf ist somit, dass die betreffende Person am Leben ist, allerdings kann der Taklīf über den Tod hinaus Wirkung entfalten. Als Beispiele für eine solche Wirkung des Taklīf über den Tod hinaus gelten das Verbot, einen verstorbenen Mann in ein Leichentuch aus Seide zu hüllen, und das Verbot, einen Toten, der zu Lebzeiten in den Ihrām-Zustand eingetreten ist, zu parfümieren oder ihm die Haare oder Fingernägel zu schneiden.
Darüber hinaus wurde die Frage diskutiert, ob auch die Bewohner des Jenseits in den Taklīf eingeschlossen sind. Nach der Meinung von al-Kaʿbī sind sie allein zur Erkenntnis verpflichtet. Der Imamit asch-Schaich al-Mufīd (gest. 1022) lehrte, dass die Bewohner des Paradieses vom Taklīf ausgenommen seien, während umgekehrt die Bewohner der Hölle allen möglichen Formen des Taklīf ausgesetzt seien. Der Muʿtazilit Ibn Mattawaih war hingegen der Auffassung, dass es für die Höllenbewohner keinen Taklīf geben könne, weil sie sonst die Möglichkeit hätten, sich eine Belohnung zu verdienen, was aber ausgeschlossen sei, weil das Fortbestehen der Strafe feststehe. Badr ad-Dīn az-Zarkaschī referiert die Auffassung, dass das Jenseits das „Haus der Vergeltung“ (dār al-ǧazāʾ) ist, während das Diesseits das „Haus der Belastung“ (dār at-taklīf) ist, meint jedoch, dass dies nur die überwiegende Situation an den beiden Orten beschreibe und nicht ausschließe, dass es im Jenseits einen Taklīf gebe.

### Zugehörigkeit zu den Menschen oder Dschinn
Einige muslimische Gelehrte waren der Auffassung, dass die Übernahme der Verpflichtung des Taklīf (taqallud ʿuhdat at-taklīf) eine besondere Auszeichnung des Menschen vor anderen Lebewesen ist. Nach Auffassung von al-Ghazālī und al-Baidāwī ist mit ihr das in Sure 33:72 genannte „anvertraute Gut“ (amāna) gemeint, das Gott zunächst den Himmeln, der Erde und den Bergen anbot, dann aber, nach ihrer Ablehnung, dem Menschen übertrug. Schāh Walī Allāh ad-Dihlawī meinte, dass der Taklīf zu den Erfordernissen der menschlichen Spezies gehöre.
Tiere und leblose Körper sind nach einhelliger Auffassung der muslimischen Gelehrten nicht dem Taklīf unterworfen. Jedoch wurde von vielen Gelehrten angenommen, dass auch die Dschinn dem Taklīf unterliegen. Dies wurde unter anderem aus dem Koranwort in Sure 51:56 abgeleitet, demzufolge Menschen und Dschinn nur dazu geschaffen sind, Gott zu dienen. Badr ad-Dīn az-Zarkaschī gibt zu bedenken, dass sich der Taklīf bei den Dschinn zum Teil von dem Taklīf der Menschen unterscheide. So seien Dschinn wegen ihrer Flugfähigkeit dazu verpflichtet, den Haddsch fliegend zu vollziehen.
In der Theologie wurde außerdem die Frage diskutiert, ob auch die Engel in den Taklīf eingeschlossen sind. Abū l-Hasan al-Aschʿarī (gest. 931) soll mit der Mehrzahl der spekulativen Denker (ahl an-naẓar) gelehrt haben, dass sie dem Taklīf und den Geboten und Verboten unterworfen sind. Dies leitete er aus der koranischen Aussage in Sure 66:6 ab: „Engel, die Gott in nichts trotzen, was er ihnen befohlen hat, und das tun, was er ihnen befohlen hat.“ Asch-Schaich al-Mufīd lehrte, dass die Engel dem Taklīf unterworfen seien und ihnen ebenfalls Heil und Unheil angesagt sei. Das leitete er aus der folgenden Koranaussage ab: „Wer von ihnen spricht: 'Siehe, ich bin Gott neben ihm', dem vergelten es wir mit der Hölle! Auf diese Weise vergelten wir den Frevlern“ (Sure 21:29). Eine Gruppe von den Imamiten soll abgestritten haben, dass die Engel belastet sind. Sie sollen behauptet haben, dass sie zu ihren Handlungen gezwungen sind. Dies war auch die Meinung der Ashāb al-hadīth. Ibn Hadschar al-Haitamī meinte, dass die Engel wegen der Aussage in Sure 66:6 zu praktischen Gehorsamsbezeigungen (ṭāʿāt ʿamalīya) verpflichtet seien. Anders verhalte es sich jedoch mit dem Glauben, der in ihnen vorhanden sein müsse, so dass eine Verpflichtung dazu eine absurde Tautologie wäre.

### Verständnis des Appells
In seiner Risāla ilā ahl aṯ-ṯaġr erklärt al-Aschʿarī, dass sich die Altvorderen (as-salaf) darüber einig gewesen seien, dass ein Mensch gültigerweise nur bei Gesundheit seines Verstandes und seiner Urteilsbildungsorgane (ālāt tamyīz) zu einer Handlung verpflichtet werden könne. Für al-Dschuwainī ist der Verstand, der dem Menschen ermöglicht, den Appell Gottes zu verstehen, die zweite der vier Grundlagen für die Möglichkeit und rationale Denkbarkeit des Taklīf. Anderenfalls handele es sich um eine Verpflichtung zum Unerfüllbaren. Die Verpflichtung von jemandem, der die Aufforderung nicht verstehen kann, ist nach al-Dschuwainīs Auffassung undenkbar, weil sie der Verpflichtung von Tieren und leblosen Dingen gleichkommt. Abū Yaʿlā (gest. 1066) erklärt, dass der Mensch dann dem Taklīf unterliege, wenn er so viel Verstand besitze, dass er Schädliches und Nützliches unterscheiden und bei dem, was er nicht kenne, erforderlichenfalls nach Aufschluss suchen könne.
Nach al-Ghazālī erfordert der Taklīf Gehorsam (ṭāʿā) und Sich-Fügen (imtiṯāl). Dies ist aber ohne Absicht des Sich-Fügens nicht möglich. Die Absicht wiederum setzt das Wissen um das Beabsichtigte und das Verständnis für den Taklīf voraus. Denn wie solle man zu demjenigen, der nicht versteht, sagen: „Versteh!“. Ähnlich nennt der nordafrikanische Ibadit Abū l-ʿAbbās asch-Schammāchī (gest. 1522) als Voraussetzungen für den Taklīf das Verständnis dessen, dem die Sache auferlegt wird.
Personen, bei denen der Taklīf wegen des Fehlens dieser Voraussetzung ausgeschlossen wird, sind:
- der Geisteskranke (maǧnūn).[96] Die Rede, die man an ihn richte, werde nicht Taklīf genannt, so erklärt al-Ghazālī.[97]
- der nicht unterscheidungsfähige Minderjährige (aṣ-ṣabī allaḏī lā yumaiyiz).[98]
- der Betrunkene (as-sakrān). Al-Dschuwainī meinte, dass bei ihm der Taklīf ausgeschlossen sei, weil er die an ihn gerichtete Rede nicht verstehen könne und entsprechend ein absichtliches Sich-Fügen nicht möglich sei.[99] Ähnlich äußert sich al-Ghazālī: Da der Betrunkene den an ihn gerichteten Appell nicht versteht, kann er auch nicht belastet werden.[100] Von Ahmad ibn Hanbal wird dagegen die Meinung überliefert, dass der Betrunkene sehr wohl zurechnungsfähig sei.[101] Die Aufforderung in Sure 4:43, „kommt nicht betrunken zum Gebet“, muss nach dem Hanbaliten Ibn Qudāma al-Maqdisī entweder in dem Sinne interpretiert werden, dass man sich nicht betrinken darf, bevor man zum Gebet kommt, oder auf denjenigen bezogen werden, der durch den Rausch in Entzücken geraten ist, aber immer noch über seinen Verstand verfügt.[102] Einige Gelehrte meinten, dass der Taklīf beim Betrunkenen deswegen nicht ausgesetzt sei, weil ihm eine Hadd-Strafe obliegt und auch die von ihm ausgesprochene Talāq-Formel gültig ist.[103] Die Pflicht zum Gebet, zum Haddsch und zum Fasten sollen für ihn weiter gelten.[104]
- der Vergessende (an-nāsī), solange sein Vergessen anhält.[105] Al-Ghazālī verwendet den Ausdruck „vergessender Unaufmerksamer“ (an-nāsī aḏ-ḏāhil).[106] Vergessen der religiösen Vorschriften aufgrund der Stärke der sexuellen Begierde soll aber nicht den Taklīf außer Kraft setzen, wie Badr ad-Dīn az-Zarkaschī (gest. 1370) bemerkt. Derjenige, der eine schöne Frau sieht und sie aus Unachtsamkeit anblickt, obwohl er weiß, dass dies verboten ist, ist also nicht exkulpiert. Das Gleiche gilt für Verleumdung und Ohrenbläserei, Hochmut und Stolz und andere „Krankheiten des Herzens“.[107]
- der Schlafende (an-nāʾim).[108]
- der Ohnmächtige (al-muġmā ʿalai-hi) und derjenige, der durch den Verzehr von Bilsenkraut berauscht ist.[109]

Im Gegensatz zum Geisteskranken und zum nicht unterscheidungsfähigen Minderjährigen müssen der Betrunkene, der Vergessende und der Schlafende die versäumten gottesdienstlichen Handlungen nachholen, weil die Pflicht schon bestand, bevor sie in diesen Zustand eintraten.
Die Muʿtaziliten knüpften den Taklīf stärker an die Vernunft. Nach Abū ʿAlī al-Dschubbā'ī obliegt dem Menschen der Taklīf erst dann, wenn er durch vernünftiges Denken zu Wissen gezwungen ist. Der Taklīf sei erst dann für ihn bindend, wenn ihm in den Sinn komme, dass er nicht sicher sei, solange er nicht darüber nachdenke, dass die Dinge einen Schöpfer haben, der ihn für das Nicht-Nachdenken strafe, oder wenn er dies durch die Aussage eines Engels oder Gesandten erfahre. Einige Bagdader Muʿtaziliten hingegen sollen gelehrt haben, dass der Mensch allein mit dem Denken und der Ermahnung unter den Taklīf falle, auch wenn diese kein Wissen hervorbrächten.

### Die Frage der Mündigkeit
Umstritten war, ob für den Taklīf auch die Mündigkeit (bulūġ) notwendig ist. Während die einen Gelehrten meinten, dass auch schon der unterscheidungsfähige (mumaiyiz) Minderjährige dem Taklīf unterworfen sei, vertraten andere die Auffassung, dass sich das Kriterium des „erstmaligen Verständnisses des Appells“ nicht an der Wirklichkeit ausrichten sollte, sondern dieses an einem bestimmten Zeichen festgemacht werden müsse, bei dem der Mensch belastet werde, nämlich der Mündigkeit. Die Scharia, so meinte at-Nadschm ad-Dīn at-Tūfī, habe die Mündigkeit zu einem offensichtlichen Zeichen dafür gemacht, dass der Mensch für den Taklīf geeignet ist. Kennzeichen für die Mündigkeit seien die Geschlechtsreife (iḥtilām), die einsetzende Schambehaarung (inbāt) oder die Vollendung des 15. Lebensjahrs.
Ibn an-Naddschār erklärt, dass nach der gültigen Lehre der Hanbaliten der Heranwachsende nicht belastet werde, weil sein Verständnis für die beabsichtigte Sache noch nicht vollkommen sei und der göttliche Gesetzgeber die Mündigkeit zum Zeichen für das Erscheinen der Vernunft gemacht habe. Beweis dafür sei der Hadith, demzufolge bei drei Personen die Sünden nicht verzeichnet werden, nämlich beim Schlafenden, bis er aufwacht, beim Knaben, bis er erwachsen wird und beim Verrückten, bis er zur Vernunft gelangt. Allerdings verweist Ibn an-Naddschār auch auf verschiedene Überlieferungen von Ahmad ibn Hanbal, wonach der Heranwachsende bzw. der Zehnjährige bereits mit dem Gebet belastet und das unterscheidungsfähige Kind zum Fasten verpflichtet ist.
Auch die Muʿtaziliten um ʿAbd al-Dschabbār ibn Ahmad knüpften den Taklīf an die Mündigkeit. Bei ihrer Definition von Taklīf als „Wollen und Wissen-Lassen“ wird der Knabe bei der Mündigkeit zum Belasteten, weil er in dieser Situation zu Wissen gelangt. Wenn sich der Taklīf beim Belasteten einstelle, wisse er um die Verpflichtung, eine bestimmte Handlung zu vollbringen und sich anderer Handlungen zu enthalten. Das sei der einzige Nutzen des Taklīf. Und durch ihn unterscheide sich der Belastete vom Kind, vom Geisteskranken, vom Tier usw.

### Zugehörigkeit zum Islam
Umstritten war, ob auch die Zugehörigkeit zum Islam Voraussetzung für den Taklīf ist. Bei der muʿtazilitischen Definition von Taklīf als „Wollen und Wissen-Lassen“ war auch der Ungläubige ein Belasteter, weil er, auch wenn er nicht weiß, was ihm auferlegt ist, dem Wissen durch Erbringung des Beweises ausgesetzt ist. Unter den sunnitischen Gelehrten wurde insbesondere die Frage diskutiert, ob der Ungläubige zur Erfüllung der islamischen Einzelbestimmungen (furūʿ) wie dem rituellen Gebet, der Zakāt, Fasten und dem Haddsch verpflichtet ist. Während Ahmad ibn Hanbal, asch-Schāfiʿī und die Aschʿariten dies bejahten, vertrat Abū Hanīfa die Gegenmeinung.
Al-Ghazalī meinte, dass die Möglichkeit der Verpflichtung des Ungläubigen zu den Einzelbestimmungen dadurch bewiesen sei, dass der Verstand sie nicht für undenkbar halte. Denn bei vorheriger Glaubensannahme sei es möglich, zu ihr zu gelangen, genauso wie derjenige, der in einem Zustand der rituellen Unreinheit sei, dazu angehalten sei, nach eingetretener Reinheit das rituelle Gebet zu verrichten. Der Ungläubige sei zwar im Zustand des Unglaubens nicht zum Gebet selbst angehalten, doch sei ihm dies indirekt (ʿalā waǧh at-tawaṣṣul) aufgetragen. Ibn Burhān verweist auf die Aussage von Gelehrten seiner Rechtsschule, dass die Aufforderung zum Gebet und zur Entrichtung der Zakāt im Koran an alle Menschen gerichtet sei und der Unglaube keinen Dispens darstelle, der diese Aufforderung für den Ungläubigen außer Kraft setze. Als koranische Aufforderungen zum Gottesdienst, die an alle Menschen gerichtet ist, werden in diesem Zusammenhang unter anderem Sure 2:21, „ihr Menschen. Dienet eurem Herrn“, und Sure 3:97, „und die Menschen sind Gott gegenüber verpflichtet, die Wallfahrt nach dem Haus zu machen“, zitiert.
Dschalāl ad-Dīn al-Mahallī (gest. 1459) äußerte, dass die Beurteilung dieser Frage auf theoretischer Ebene davon abhänge, ob das Eintreten der religionsrechtlichen Voraussetzung auch Voraussetzung für die Gültigkeit der Verpflichtung ist. Nach Tādsch ad-Dīn as-Subkī verneinte dies die Mehrheit der Gelehrten. Er sah deswegen die Ungläubigen auch zur Erfüllung der islamischen Normen verpflichtet. Anderer Ansicht waren lediglich Abū Hāmid al-Isfarāyīnī und die Mehrheit der Hanafiten. Sie meinten, dass der Ungläubige generell nicht zur Einhaltung der islamischen Normen verpflichtet sei.
Nadschm ad-Dīn at-Tūfī meinte, dass man bei dieser Frage zwischen dem gewöhnlichen Ungläubigen und dem Apostaten unterscheiden müsse, weil letzterer im Gegensatz zu ersterem Adressat des religiösen Appells sei. Deshalb müsse er die gottesdienstlichen Übungen, die ihm während der Apostasie entgangen sind, später nachholen. Der Hanbalit Ibn Naddschār (gest. 1564) betont, dass die Auseinandersetzung über die Frage keine diesseitige Bedeutung habe, sondern lediglich für das Jenseits. Der Ungläubige solle nicht dazu aufgefordert werden, die gottesdienstlichen Übungen zu erfüllen oder nachzuholen, sondern es gehe lediglich um die Größe der Bestrafung der Ungläubigen im Jenseits. Er werde nämlich nicht nur für seinen Unglauben, sondern auch für die versäumten gottesdienstlichen Übungen bestraft.

### Freiheit von Zwang
Der Muʿtazilit Ibn Mattawaih definierte den Taklīf, wie folgt: „Unterrichtung des Belasteten darüber, dass für ihn darin, dass er etwas mit Mühe tut oder nicht tut, Nutzen oder Schaden liegt, vorausgesetzt dass dies nicht den Grad der Nötigung (ilǧāʾ) erreicht.“ Freiheit von Zwang war also für ihn die Voraussetzung für das Eintreten des Taklīf. Die Muʿtaziliten nahmen an, dass derjenige, der zum Gottesdienst gezwungen sei, nicht dem Taklīf unterliegen könne. Sie begründeten dies mit ihrem Grundsatz, dass der Verpflichtete im Jenseits belohnt werden müsse, wobei derjenige, der (von einem Menschen) zu etwas gebracht werde, nicht belohnt werde.
Al-Dschuwainī konstatiert, dass dieser Grundsatz bei den Aschʿariten nicht gelte, und erklärt, dass der Gezwungene durchaus dem Taklīf unterliegen könne, weil er, selbst wenn er unter Zwang handele, verstehen und sich fügen könne und außerdem ein Taklīf auch ohne jenseitige Belohnung möglich sei. Al-Ghazālī meinte, dass die Handlung des Gezwungenen unter den Taklīf fallen könne, im Gegensatz zur Handlung des Kindes, des Schwachsinnigen und des Tiers, weil die Voraussetzung für den Taklīf das Hören und Verstehen des Verpflichteten sind. Während dieses beim Schwachsinnigen und beim Tier fehle, verstehe der Gezwungene; seine Handlung liege im Bereich des Möglichen, denn er könne sie vollbringen oder auch unterlassen. Wenn er zum Beispiel gezwungen werde zu töten, könne er durch den Taklīf verpflichtet sein, nicht zu töten, weil er dazu imstande sei, auch wenn er dann sein eigenes Leben aufs Spiel setze. Und wenn er zu etwas gezwungen werde, das seiner Verpflichtung entspreche, dann sei ein Taklīf ebenfalls möglich. Wenn zum Beispiel der Ungläubige zur Konversion zum Islam gezwungen werde und konvertiere, sage man, dass er ausgeführt habe, wozu er verpflichtet sei. Nadschm ad-Dīn at-Tūfī wiederholt diese Aussagen in einem seiner Werke, ergänzt allerdings, dass derjenige, der bei der Konversion zum Islam Taqīya beabsichtige, widersetzlich handele. Bei demjenigen, der zum Töten gezwungen wird, stellt er fest, dass er nicht mehr dem Zwang unterliege, weil er im Moment des Tötens nicht gezwungenermaßen, sondern aus freien Stücken handele.
Die Auffassung der Muʿtaziliten, dass der Gezwungene keine Pflicht erfüllen könne, weil er nur eine Handlung ausführe, zu der er gezwungen sei und bei der er keine freie Wahl habe, weist al-Ghazālī mit der Begründung, dass der Gezwungene diese Handlung auch unterlassen könne, als falsch zurück. Wenn er zum Beispiel gezwungen werde, einen Muslim zu töten, müsse er das unterlassen, wozu er gezwungen werde. Wenn er umgekehrt gezwungen werde, eine Schlange zu töten oder Wein zu vergießen, habe er die Pflicht, dies zu tun. Allerdings gebe es eine feine Unterscheidung: das Sich-Fügen sei nämlich nur dann eine Gehorsamstat (ṭāʿa), wenn es durch den göttlichen Befehl und die Verpflichtung veranlasst werde und nicht durch den Zwang.
Nadschm ad-Dīn at-Tūfī erklärt, dass der Dissens über diese Frage mit der unterschiedlichen Beurteilung der menschlichen Handlungen zusammenhänge. Wer sie (sc. wie die Aschʿariten) für von Gott erschaffen halte, lehre auch, dass es einen Taklīf des Gezwungenen gebe. Die anderen lehrten dies nicht. Die durch die Scharia gegebene offensichtliche Gerechtigkeit erfordere aber, dass es für den Gezwungenen keinen Taklīf gebe. Zur Begründung erklärt at-Tūfī, dass es zwei Handlungsweisen Gottes gebe. Die eine Handlungsweise sei formativ (takwīnī) kraft seiner Hervorbringung und Erschaffung für die Menschen. Bei dieser Handlungsweise mache Gott, was er wolle, was auch die „Auferlegung des Unerfüllbaren“ (Taklīf mā lā yuṭāq) einschließe, entsprechend dem Koranwort in Sure 21:23: „Er wird nicht zur Rechenschaft gezogen über das, was er tut. Aber sie werden zur Rechenschaft gezogen.“ Die Gerechtigkeit sei hier verborgen. Die andere Handlungsweise Gottes sei obligativ (taklīfī) kraft seiner Aufforderung an die Menschen zur Erbringung von Gehorsamstaten und Unterlassung von Widersetzlichkeiten. Bei dieser Handlungsweise habe Gott den Weg der Menschen der Gerechtigkeit miteinander verfolgt und den Menschen nichts offensichtlich Undenkbares aufgelastet, sondern bei allen Normen die Rechtsgründe (ʿilal) offengelegt. So gebe es bei keiner Frage der Rechtsanwendungen und Grundlagen eine Auferlegung des Unerfüllbaren, sondern nur bei der Frage der Erschaffung der Handlungen, die aber zur ersten Handlungsweise gehörten. Dies sei nun die offensichtliche Gerechtigkeit, die erfordere, dass Gott den unter Zwang stehenden nicht verpflichten könne, weil er wie ein Werkzeug sei und entsprechend der Aussage in Sure 17:15, „und keiner wird die Last eines anderen tragen“, nicht für das, wozu ein anderer ihn gebracht habe, zur Verantwortung gezogen werden könne. Nur derjenige, der zum Töten gezwungen werde, falle aus dieser Beurteilungsregel heraus.
Badr ad-Dīn az-Zarkaschī (gest. 1370) meint, dass man beim Taklīf zwischen dem Gezwungenen (al-mukrah) und dem Genötigten (mulǧaʾ) unterscheiden müsse. Nur beim Genötigten, der keine Ausweichmöglichkeit hat, sei der Taklīf ausgeschlossen. Er sei zu beurteilen wie jemand, der von der Klippe gestoßen wird und dann keine Handlungsfreiheit mehr hat. Er handele nicht selbst, sondern sei ein bloßes Instrument wie ein Messer, das sich in der Hand des Schneidenden befinde, seine Bewegung sei wie die Bewegung eines Zitternden. Beim Gezwungenen bestehe der Taklīf jedoch weiter. Auch ist Freiheit seiner Auffassung nach keine Voraussetzung für den Taklīf; der Sklave ist ihm ebenfalls unterworfen. Nur bei Zahlungsverpflichtungen ist er ausgenommen, weil er kein Eigentum hat.

### Handlungsfähigkeit
In seiner Risāla ilā ahl aṯ-ṯaġr erklärt al-Aschʿarī, dass sich die Altvorderen (as-salaf) darüber einig gewesen seien, dass eine Verpflichtung des Menschen zu Gehorsamshandlungen nur bei Unversehrtheit seines Körpers und der dafür notwendigen Organe gültig sei. Für al-Dschuwainī ist die Handlungsfähigkeit (qudra) des Menschen eine der vier Grundlagen für die Möglichkeit und rationale Denkbarkeit des Taklīf. Auch nach Auffassung des Imamiten Ibrāhīm an-Naubachtī gehört die Handlungsfähigkeit zu den Voraussetzungen für den Taklīf. Wenn die Voraussetzung nicht vorliege, handele es sich um einen Taklīf mā lā yutāq, der schimpflich (qabīḥ) sei. Wenn der Taklīf eines Werkzeugs bedürfe, so erklärt Abū s-Salāh al-Halabī, dann obliege es der Weisheit Gottes, dieses zur Verfügung zu stellen, wie etwa Hand oder Fuß, Schreibfeder oder Bogen, weil sonst die Handlung unmöglich sei.
Al-Bahrānī nennt als Voraussetzungen für den Taklīf die Fähigkeit zur Erfüllung der auferlegten Handlung und die Macht über die äußeren Voraussetzungen wie die notwendigen Mittel, weil es sich sonst um eine Verpflichtung zum Undenkbaren handele. Abū Ishāq asch-Schātibī teilt diese Ansicht und erklärt, dass wenn es auf den ersten Eindruck erscheine, dass der göttliche Gesetzgeber etwas aufzuerlegen beabsichtige, das nicht in der Macht des Menschen stehe, so sei dies bei genauerer Prüfung auf die vorangehenden oder nachfolgenden Satzteile oder Zusammenhänge zurückzuführen, wie bei der Aufforderung Gottes in Sure 2:132: „Sterbt nicht, ohne Muslime zu sein.“ Hier sei nur dasjenige vom Menschen gefordert, was in seiner Macht stehe, nämlich die Annahme des Islams. Als Beispiel für die Dinge, die vom Menschen nicht gefordert sind, weil sie die Auferlegung von Unerfüllbarem (Taklīf mā lā yuṭāq) darstellen, nennt asch-Schātibī die Aufhebung der natürlichen Veranlagungen wie den Wunsch nach Nahrung und Trank, so wie die Verschönerung von hässlichen Körperteilen. Gefordert sei vom Menschen lediglich, dass er seine Triebseele hinsichtlich ihrer Neigung zum Unerlaubten bezwinge und ihr bei den Dingen, die erlaubt sind, in gemäßigter Weise nachgebe.
Ibn al-Humām erklärt, Voraussetzung des Taklīf sei die Handlungsfähigkeit, und zwar bei Hanafiten und Muʿtaziliten aus Vernunftgründen (bi-l-ʿaql), weil die Auferlegung des Unerfüllbaren (taklīf mā lā yuṭāq) nach der Vernunft schimpflich ist und es unmöglich ist, Gott Schimpfliches zuzuschreiben, und bei den Aschʿariten aufgrund der Offenbarung (bi-š-šarʿ), weil sie in der koranischen Aussage, dass Gott der Seele nur das auferlegt, das sie zu leisten vermag, einen Schriftbeweis sehen. ʿAbd al-Qāhir al-Baghdādī erklärt, dass ein Unterschied zwischen den Qadariten (gemeint sind die Muʿtaziliten) und seiner eigenen Lehrrichtung (gemeint sind die Aschʿariten) darin bestehe, dass erstere lehren, dass die Handlungsfähigkeit schon zum Zeitpunkt des Taklīf vorliegen müsse, während letztere meinen, dass sie erst zum Zeitpunkt des Handelns gegeben sein müsse.
Die Voraussetzung der Handlungsfähigkeit spielt indirekt auch eine gewisse Rolle im modernen Konzept des Fiqh al-aqallīyāt. Zu den methodischen Grundlagen dieses Konzepts gehört unter anderem das sogenannte Prinzip der Erleichterung (taisīr) im Falle der Handlungsunfähigkeit. Aschraf ʿAbd al-ʿĀtī meint, dass man dieses Konzept aus den koranischen Aussagen ableiten könne, wonach niemand zu einer Handlung verpflichtet ist, die er nicht leisten kann.

### Die Frage der Übertragbarkeit des Taklīf
Al-Ghazālī hat die Vorstellung einer „Verpflichtung mit der Handlung eines Dritten“ (taklīf bi-fiʿl al-ġair) verworfen. Die Hanafiten halten diese jedoch bedingt für möglich, indem sie beim Taklīf zwischen „Ausführungsverpflichtung“ (wuǧūb al-adāʾ) und „Schuldverpflichtung“ (al-wuǧūb fī ḏ-ḏimma) unterscheiden. Eine Ausführungsverpflichtung ist die Forderung nach Durchführung oder Unterlassung einer Handlung, die fest an die Person gebunden ist. Eine Schuldverpflichtung soll dagegen zum Beispiel dann eintreten, wenn ein Kind das Vermögen eines Dritten ruiniert hat. In diesem Fall ist nicht das Kind, sondern sein Vormund zur Ersetzung des Schadens verpflichtet. Für eine Ausführungsverpflichtung ist das Vorhandensein von Vernunft und Verständnisvermögen Voraussetzung, für eine Schuldverpflichtung hingegen nicht. Die Ausführungsverpflichtung entsteht unmittelbar durch den Appell der Scharia, die Schuldverpflichtung dagegen durch bestimmte Rechtsgründe.

### Voraussetzungen in der Handlung
Einige Autoren nennen auch Voraussetzungen, die die auferlegte Handlung erfüllen muss, damit der Taklīf zustande kommt. Hier einige Beispiele:
- Nach al-Dschuwainī ist die dritte der vier Grundlagen für die Möglichkeit und rationale Denkbarkeit des Taklīfs, dass die auferlegte Handlung in sich möglich ist, so dass sie auch wirklich eintreten kann. Nicht denkbar sei zum Beispiel die Verpflichtung zur Verbindung von Gegensätzen (ǧamʿ aḍ-ḍiddain) oder zum gleichzeitigen Aufenthalt an zwei verschiedenen Orten. Al-Ghazālī äußert in seiner Abhandlung al-Manḫūl: „Unserer Meinung nach kann nur das auferlegt werden, von dem nicht von der Ratio her undenkbar ist, dass es sich ereignet.“[152] Der nordafrikanische Ibadit Abū l-ʿAbbās asch-Schammāchī (gest. 1522) nennt als Voraussetzungen für den Taklīf die Möglichkeit des Auferlegten (imkān al-mukallaf bi-hī).[153] Ibn Qudāma al-Maqdisī verweist darauf, dass eine Gruppe von Gelehrten die Belastung mit dem Unmöglichen für denkbar hält, und breitet in diesem Zusammenhang die Diskussion über den Taklīf mā lā yutāq aus.[154]
- Nach Ibn Qudāma al-Maqdisī muss der Person bekannt sein, dass der Befehl zu der Handlung von Gott kommt, damit bei ihr ein Wille zum Gehorsam vorstellbar ist.[155] Nach al-Ghazālī muss es sich um eine Gehorsamshandlung (ṭāʿa) handeln.[156] Nadschm ad-Dīn at-Tūfī nennt als Voraussetzung, dass der Pflichtencharakter der Handlung bekannt sein müsse, weil sie sonst nicht mit der Absicht des Gehorsams und der Unterwerfung unter Gottes Willen erfolgen könne[157]
- Al-Ghazālī erklärt in seinem Mustaṣfā, dass nur willentliche Handlungen (afʿāl iḫtiyārīya) Gegenstand des Taklīf sein können.[158] Der hanafitische Gelehrte Ibn al-Humām (gest. 1457) erklärt, das es nach Auffassung der meisten Kalām-Gelehrten keinen Taklīf ohne Handlung (fiʿl) gebe. Beim Verbot bestehe die Handlung in dem Abstehen der Nafs von dem Verbotenen. Viele Muʿtaziliten dagegen hätten gelehrt, dass beim Taklīf das Auferlegte das „Nichtsein der Handlung“ sei. Dies könne jedoch nicht sein, weil der Taklīf etwas Vermochtes (maqdūr) erfordere, das Nichtsein jedoch nichts Vermochtes sei.[159]
- Die Handlung darf nach Ibn Qudāma[160] und Nadschm ad-Dīn at-Tūfī[161] nicht schon erfolgt sein. Der Ibadit Abū l-ʿAbbās asch-Schammāchī äußert, dass im Gegensatz zu al-Aschʿarī nach seiner Lehre der Taklīf zum Zeitpunkt des Erfolgens der Handlung ende.[162]

### Hinderungsgründe, die den Taklīf aufheben
Badr ad-Dīn az-Zarkaschī nennt eine Anzahl von Umständen, die die Pflicht zur Verrichtung bestimmter dem Taklīf angehörenden Handlungen aufheben:
- Reise. Sie hebt die Hälfte der Gebete mit vier Rakʿas auf und rechtfertigt, sie nach der vorgesehenen Zeit zu verrichten und als Ruchsa mit anderen Gebeten zusammenzuziehen. Außerdem ist es auf Reise erlaubt, sich bei freiwilligen Gebeten nicht auf die Qibla auszurichten und das Freitagsgebet auszulassen. Bei längeren Reisen ist es außerdem erlaubt, das das Fasten zu brechen und sich bei der rituellen Reinigung nur über die Schuhe zu streichen.
- Notfall. Wenn dies zur Lebenserhaltung notwendig ist, ist es zum Beispiel erlaubt, nicht rituell geschlachtetes Fleisch (maita) zu essen.[163]
- Unwissen. Deswegen wird über denjenigen, der nicht weiß, dass Alkohol oder Zinā verboten ist, nicht die Hadd-Strafe verhängt.[164]
- Menstruation. Sie hebt die Pflicht zum rituellen Gebet und zum Fasten auf, allerdings muss das Fasten nachgeholt werden.[165]
- Krankheit. Bei Krankheit ist bei allen Pflichthandlungen die Pflicht zum Stehen aufgehoben, und das Fasten darf verschoben werden. Zwischenblutungen und Harninkontinenz heben die Pflicht zu Wudū' und Ghusl beim Gebet auf.
- Sklaverei. Sie enthebt der Pflicht zur Teilnahme am Freitagsgebet.[166]

## Das Verhältnis des Taklīf zu den fünf Scharia-Kategorien
Eine Frage, die vor allem in der islamischen Rechtstheorie, aber auch in der islamischen Theologie diskutiert wurde, war das Verhältnis des Taklīf zu den fünf Scharia-Kategorien: Sind alle diese Kategorien auch Taklīf-Kategorien (aḥkām at-taklīf)? Al-Ghazālī betrachtete die Diskussion über diese Frage als einen reinen „Namensstreit“ (nizāʿ fī ism). Ähnlich äußerte sich auch Ibn Burhān: Letztendlich gehe es nur um die Frage der Verallgemeinerung des Ausdrucks Taklīf; über Verallgemeinerungen solle man aber nicht streiten (lā mušāḥḥa fī l-iṭlāqāt), weil es bei den Ausdrücken keine Beschränkung gebe. Dennoch bildet die Auseinandersetzung um diese Frage ein wichtiges Thema der Usūl-al-fiqh-Literatur. Es gab hierzu drei verschiedene Positionen, die im Folgenden vorgestellt werden:

### Position 1: Nur Wādschib und Harām gehören zum Taklīf
Nach der Auffassung von al-Ghazālī (gest. 1111), Ibn Burhān al-Baghdādī (gest. 1124), al-Āmidī (gest. 1233) und Ibn Hadschar al-Haitamī (gest. 1573) gehören nur die Kategorien Wādschib und Harām zu den Verpflichtungskategorien (aḥkām taklīfīya), nicht aber die Kategorien Mandūb, Makrūh und Mubāh. Al-Ghazālī meinte, dass das Erlaubte deshalb nicht zum Taklīf gehören könne, weil dieser „die Forderung von etwas Beschwerlichem“ (ṭalab mā fī-hi kulfa) sei, was für das Erlaubte nicht zutreffe. Den Ausschluss der Empfohlenheit aus dem Taklīf begründete er damit, dass bei ihr die Sünde aufgehoben sei. Ibn Burhān argumentierte, dass Taklīf die Auferlegung von Beschwerlichem sei, beim Mandūb jedoch keine Beschwerlichkeit existiere, weil der Mensch, wenn er die betreffende Handlung ausführe, Belohnung erlange, wenn er sie jedoch unterlasse, auch nicht bestraft werde. Er ging also davon aus, dass die eigentliche Beschwerlichkeit beim Taklīf nicht die Handlung bzw. Unterlassung selbst, sondern ihre jeweilige jenseitige Bestrafung war. Außerdem gab er zu bedenken, dass es endlos viele gottesdienstliche Handlungen gebe, die als mandūb eingestuft werden könnten. Was aber endlos sei, sei nicht ausreichend konkretisiert, um unter den Taklīf zu fallen. Ibn Hadschar meinte, dass nur bei Wādschib und Harām ein Taklīf im eigentlichen Sinne vorliege.

### Position 2: Auch Mandūb und Makrūh sind Taklīf-Kategorien
Nach der zweiten Auffassung, die von al-Bāqillānī, (gest. 1013), ʿAbd al-Dschabbār ibn Ahmad, Abū s-Salāh al-Halabī und al-Dschuwainī (gest. 1085) vertreten wurde, waren neben Wādschib und Harām auch Mandūb und Makrūh Taklīf-Kategorien, nicht aber das Erlaubte (mubāḥ). ʿAbd al-Dschabbār und Abū s-Salāh al-Halabī begründeten ihre Position zu der Kategorie der Erlaubtheit mit der muʿtazilitischen Lehre über den Sinn des Taklīf. Sie könne deswegen nicht zum Taklīf gehören, weil die Ausführung erlaubter Handlungen im Jenseits nicht belohnt wird. Ähnlich argumentierte der Imamit Muhammad at-Tūsī (gest. 1066/67): Das Erlaubte gehörte nicht zum Taklīf, weil damit weder Lob noch Belohnung verdient werde.
Al-Dschuwainī gab zu bedenken, dass den Kategorien der Empfohlenheit und Verpöntheit zwar der Zwangscharakter, den der Begriff des Taklīf suggeriere, fehle, weil dem Menschen bei ihnen die Wahl gelassen werde. Er meinte aber, dass sie trotzdem noch in den Bereich des Taklīf fielen, weil die Scharia alle vier Kategorien einschließe. Allein die Erlaubtheit sei nicht in die Bedeutung des Taklīf eingeschlossen. Al-Āmidī (gest. 1233) vertrat eigentlich die Auffassung, dass das Empfohlene nicht zum Taklīf gehöre, meinte jedoch, dass man es mit Rücksicht darauf, dass der Glaube an seine Empfohlenheit Pflicht sei, als Taklīf-Kategorie einordnen könne. Der Hanbalit Ibn an-Naddschār gab in diesem Zusammenhang zu bedenken, dass eine empfehlenswerte Handlung beschwerlicher sein könne als eine obligatorische.

### Position 3: Alle fünf Scharia-Kategorien sind Taklīf-Kategorien
Nach der dritten Auffassung schließlich gehört auch die Erlaubtheit zum Taklīf. Diese Auffassung wurde vor allem von den aschʿaritischen Gelehrten Abū Ishāq al-Isfarāyīnī (gest. 1027), ʿAbd al-Qāhir al-Baghdādī und Schihāb ad-Dīn al-Qarāfī (gest. 1285) sowie den Hanbaliten ʿAbd as-Salām Ibn Taimīya (gest. 1254) und Nadschm ad-Dīn at-Tūfī (gest. 1316) vertreten.
Al-Isfarāyīnī soll seine Auffassung damit begründet haben, dass dasjenige, womit man beim Erlaubten belastet sei, der Glaube an seine Zugehörigkeit zur Scharia sei. Al-Ghazālī wies diese Auffassung mit dem Argument zurück, dass eine solche Verpflichtung nicht durch die Erlaubtheit selbst eintrete, sondern nur auf Grund des Glaubens. In der Handlung selbst liege keine Beschwerlichkeit. Ibn Qudāma al-Maqdisī gab außerdem zu bedenken, dass dies dann ja für alle Rechtskategorien (aḥkām) gelten müsse. Nach Ibn Burhān begründete al-Isfarāyīnī seine Position damit, dass man für die Kenntnis des Erlaubten und des Unterschieds zwischen ihm und dem Verbotenen Überlegungen anstellen müsse, die eine Art Mühe darstellten. Ibn Burhān wies dieses Argument jedoch mit dem Einwand zurück, dass bei dem Erlaubten, über das diskutiert werde, die Erlaubtheit ja bereits festgestellt sei und nicht mehr ermittelt werden müsse. Die intellektuellen Anstrengungen, auf die al-Isfarāyīnī hingewiesen habe, gehörten zur allgemeinen Pflicht des religiösen Studiums, die aber nichts mit dieser Frage zu tun habe.
ʿAbd as-Salām Ibn Taimīya, der Großvater des bekannten Gelehrten Ahmad Ibn Taimīya, wird mit der Aussage zitiert, dass es insgesamt fünf Taklīf-Kategorien (aqsām aḥkām at-taklīf) gebe, nämlich Wādschib, Mandūb, Mubāh, Makrūh und Mahzūr (‚verboten‘). Das Erlaubte gehörte seiner Meinung nach deswegen ebenfalls zu den Taklīf-Kategorien, weil es allein auf den Mukallaf bezogen sei, für den Vergessenden, den Schlafenden und den Geisteskranken dagegen keine Relevanz habe, weil für sie auch keine Gebote und Verbote gälten. Das sei der Grund, warum man die Erlaubtheit den Taklīf-Kategorien zugeschlagen habe, obwohl es bei ihr nichts gebe, das dem Menschen auferlegt werde. Dass Nadschm ad-Dīn at-Tūfī Erlaubtheit ebenfalls als eine Taklīf-Kategorie betrachtete, hatte mit seiner speziellen Definition des Taklīf als „Auferlegung dessen, was der Appell der Scharia erfordert“, zu tun. Seiner Auffassung nach war der spezielle Appell der Scharia bei der Erlaubtheit: „Wenn Du willst, tu es, und wenn Du willst, tu es nicht.“ Der Taklīf sei dann die Auferlegung dessen, was dieser Appell erfordere.
Der Rechtstheoretiker Schihāb ad-Dīn al-Qarāfī ging nicht nur davon aus, dass es fünf Taklīf-Kategorien gibt, sondern führte auch eine neue Unterscheidung ein, indem er diesen Taklīf-Kategorien (aḥkām taklīfīya) positive Kategorien (aḥkām waḍʿīya) gegenüberstellte. Unter positiven Kategorien versteht er solche Konzepte wie Grund (sabab), Voraussetzung (šarṭ) und Hindernis (māniʿ), die Rechtsfolgen nach sich ziehen, aber keine Aufforderung enthalten. Heute neigt man auch in der Zwölfer-Schia dazu, alle fünf Ahkām als Taklīf-Kategorien zu betrachten. Der moderne iranische Rechtstheoretiker Abū l-Qāsim Gurdschī führt sie alle unter den Taklīf-Kategorien auf, unterscheidet aber zwischen zwingenden Taklīf-Kategorien (aḥkām taklīfīya ilzāmīya), denen er Wādschib und Harām zurechnet, und nicht-zwingenden Taklīf-Kategorien (aḥkām taklīfīya tarḫīṣīya), denen er Mustahabb (‚erwünscht‘), Makrūh und Mubāh zurechnet.

## Taklīf als Zeremonie und Übergangsritus
Bei den heutigen Zwölfer-Schiiten bezeichnet Taklīf die Feier, die ausgerichtet wird, wenn Mädchen neun Jahre alt werden und somit das Alter erreicht haben, ab dem ihnen die Verrichtung der religiösen Pflichten obliegt. Zu diesen religiösen Pflichten gehört vor allem das Tragen des Hidschāb, darüber hinaus aber auch die fünf täglichen Gebete und das Fasten im Monat Ramadan. Die Taklīf-Feier (ǧašn-e taklif) wurde erstmals 1981 in der Islamischen Republik Iran eingeführt und stellt ein schiitisches Gegenstück zu katholischen Erstkommunion-Feiern und jüdischen Bat Mitzwa-Zeremonie dar. Taklīf-Feiern werden zwar auch für Jungen ausgerichtet, doch wird ihnen keine so große Bedeutung zugemessen. Dies wird damit erklärt, dass mit der Beschneidung bei Jungen bereits ein gut etablierter Übergangsritus existiert.
Seit Mitte der 1990er Jahre richten auch schiitische Schulen im Libanon große Taklīf-Zeremonien aus, um diesen entscheidenden Übergang im Leben der Mädchen besonders zu markieren. Lara Deeb, die im Libanon einen Scheich fragte, warum nicht in gleicher Weise der Taklīf bei Jungen gefeiert wird, der im Alter von zehn Jahren beginnt, erhielt zur Antwort, dass viele Jungen dieses Alters ohnehin schon vorher angefangen haben zu beten und zu fasten, so dass mit dem Taklīf keine erheblich Veränderung des Lebensstils verbunden sei.
Taklīf-Feiern für Mädchen werden heute auch von in Europa lebenden Schiiten ausgerichtet. Es dient als Mittel zur Übermittlung der religiösen Praktiken an ihre Kinder und stellt einen wichtigen Übergangsritus beim Übergang zum Erwachsenwerden dar. Durch die Ausrichtung von Taklīf-Zeremonien wollen die betreffenden Familie ihre islamische Frömmigkeit gegenüber ihrer Bewegung kundtun. Der Taklīf symbolisiert die Aufnahme der Mädchen sowohl in die lokale soziale Gemeinschaft der Muslime als auch in die universale Gemeinschaft der Umma. In der speziellen Diaspora-Situation bedeutet der Taklīf aber auch, dass die Mädchen die Abgrenzung gegenüber umgebenden nicht-muslimischen Gesellschaft stärker erleben, weil durch das Tragen des Hidschab ihre muslimische Identität jetzt klarer gekennzeichnet ist.